# 前衛系列便攜式防空導彈
前衛便攜式防空導彈（前衛、QianWei、Vanguard）是中國人民解放軍的一種地對空飛彈，可以單兵肩射也可以裝於載具和船艦，部分技術來自蘇聯SA-18防空飛彈由瀋陽119廠重新設計而成。在70年代紅纓系列防空飛彈成功後；瀋陽119廠（沈阳航天新乐有限责任公司）加緊研製的新一代小型防空飛彈以對抗美製的刺針飛彈，採用銦金屬的光電導引裝置，1994年法恩堡航空展上正式發表，命名為前衛防空導彈。2005年後隨著前衛-2型量產其攔截巡弋飛彈的功能被廣為週知，彌補了野戰防空中飛彈防禦的空白，也引起諸多預算較少的國家興趣。
2010年後一種TD-2000型套裝車載系統被公布，該系統基於QW-4飛彈之上建構一種C4ISR能力，可以協調一個群組的車輛發射單元成為防空火網，每一發射車將8枚手持發射器改裝於發射架上。

## 型號
- QW-1 初期量產型
- QW-1M 於2002年發表的改良型有抗干擾力
- QW-1A 增加液晶顯示器和減重的M型
- QW-11 有攔截巡弋飛彈的能力，正式量產為QW-11G改良版
- QW-18 加強鎖定能力的QW-11G[4]，采用双波段红外被动导引头，对目标尾焰和蒙皮两处热源进行探测，抗干扰能力强。[5]
- QW-2 有所有之前改良的集成，加強攔截巡弋飛彈能力
- QW-3 加入助推器和半主動雷射導引，也可攻地面目標成為全功能飛彈
- FLS-1 裝於軍艦上的多聯裝版
- FLV-1 裝於車輛上的多聯裝版
- QW-4 新半導體技術的加強版，大幅提高命中率
- QW-19

## 參看
- 红缨-5便携式防空导弹
- 红缨-6便携式防空导弹